# Luminously
『Luminously』（ルミノースリー）はivory7 chordのミニアルバム。

## 概要
熊本淳一在籍唯一及び、直江慶加入後のミニ・アルバム。本作の発売を記念し、TOWER RECORDSとのコラボレートによる限定Tシャツの販売もした。

## 収録曲
1. Luminously
2. Falling down
3. Girl's fate theory
4. Flowers
5. Let go
6. Last moment
7. Earth